# Avenida Kennet
La Avenida Kennet o Avenida Kennet Occidental (Kennet Avenue o West Kennet Avenue en inglés) es un sitio prehistórico en el condado inglés de Wiltshire.
El conjunto megalítico de Stonehenge, Avebury y sitios relacionados fue proclamado Patrimonio de la Humanidad por la Unesco en 1986.
Fue una avenida de dos líneas de piedras paralelas de 25 m de ancho y 2,5 kilómetros de longitud que se desarrolló entre los sitios neolíticos de Avebury y El Santuario. Una segunda avenida, llamada Avenida Beckhampton corre hacia el oeste desde Avebury hasta el túmulo alargado Beckhampton.
Las excavaciones de Stuart Piggott y Alexander Keiller en la década de 1930 indicaba que alrededor de 100 pares de piedras erguidas estaban alineadas formando la avenida y que databan de alrededor de 2200 a. C. sobre la base de los hallazgos de entierros de la cultura del vaso campaniforme encontrados debajo de algunas de las piedras. Muchas piedras desde entonces han caído o han desaparecido.
Keiller y Piggott levantaron algunas de las piedras caídas que excavaron al igual que lo hizo Maud Cunnington durante su trabajo anterior allí. Más recientemente, las piedras han sido objeto de vandalismo cuando pintura roja fue arrojada sobre algunas de ellas.

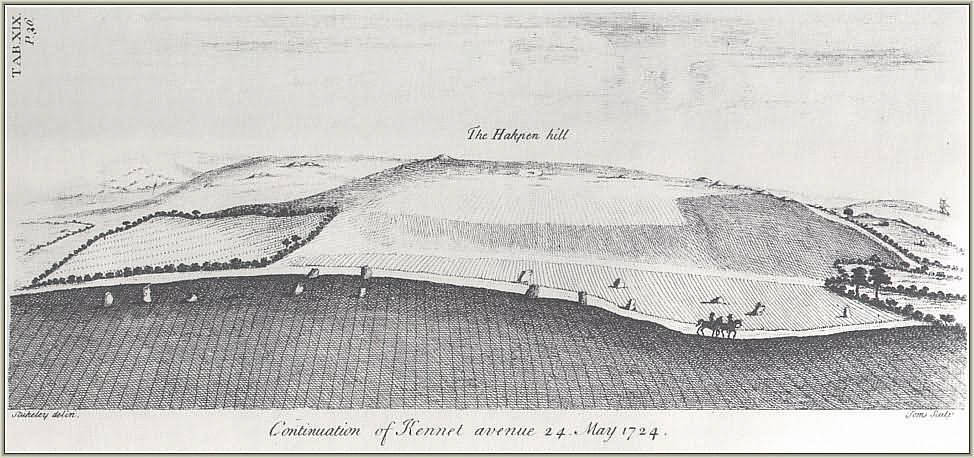
Avenida Kennet dibujada por William Stukeley en 1724.